# Jennifer Forwood, 11. Baroness Arlington
Jennifer Jane Forwood, 11. Baroness Arlington, geborene Nelson (* 7. Mai 1939 in London) ist eine britische Peeress und Politikerin.

## Leben und Karriere
Forwood war die ältere Tochter von zwei Töchtern des Major-General Sir Eustace John Blois Nelson (1912–1993) aus dessen Ehe mit Lady Margaret Jane Fitzroy (1916–1995), Schwester des John FitzRoy, 9. Duke of Grafton (1914–1936). Sie besuchte die Downham School in Essex und wurde anschließend Hausfrau.
Sie ist Mitglied der Hereditary Peerage Association. Als Hobbys nennt sie Bridge, Gartenarbeit und Pferderennen.

## Mitgliedschaft im House of Lords
1997 beantragte sie die Beendigung der Abeyance des englischen Adelstitels Baron Arlington, der seit 1936, dem Tod des letzten Titelträgers John FitzRoy, 9. Duke of Grafton, einem Onkel ihrer Mutter, ruhte, zu ihren Gunsten. Entsprechend wurde ihr im Mai 1999 der Titel als 11. Baroness zugesprochen. Damit kam sie möglichen Ansprüchen von Schwester und Tante zuvor.
Mit dem Titel war ein Sitz im House of Lords verbunden, den sie am 27. Mai 1999 erstmals einnahm. Im Oberhaus schloss sie sich der Fraktion der Crossbenchers an. Ihre Antrittsrede hielt sie am 18. Oktober 1999 zum Thema Geschwindigkeitsüberschreitung, wobei sie auch den Unfalltod ihres Onkels erwähnte. Bereits vor ihrer Antrittsrede wies sie auf ihren Wunsch hin, auf das Thema Drogensucht einzugehen, da einer ihrer Söhne in der Vergangenheit Drogenprobleme hatte. Auch kritisierte sie den bevorstehenden Ausschluss der meisten erblichen Peers.
Ihre Mitgliedschaft endete mit Inkrafttreten des House of Lords Act 1999 am 11. November 1999. Für einen der verbleibenden Sitze trat sie zur Wahl an und belegte dabei den 58. Platz. Es wurden allerdings nur 28 an die Crossbencher vergeben, womit sie ausschied. Im Register of Hereditary Peers, die für eine Nachwahl zur Verfügung stehen, ist sie nicht verzeichnet.

## Familie
Sie heiratete am 8. Dezember 1965 Rodney Simon Dudley Forwood (1940–1999), Captain der Irish Guards. Sie haben zwei Söhne:
- Hon. Patrick John Dudley Forwood (* 1967), ⚭ 2001 Victoria Alexandra Psychopulos;[1]
- Hon. James Roland Nelson Forwood (* 1969).[1]